# Кливланд (Тенеси)
Кливланд (енгл. Cleveland) град је у америчкој савезној држави Тенеси.

## Демографија
По попису из 2010. године број становника је 41.285, што је 4.093 (11,0%) становника више него 2000. године.
| Група             | 2000.          | 2010.          |
| Белци             | 32.611 (87,7%) | 33.612 (81,4%) |
| Афроамериканци    | 2.608 (7,0%)   | 3.048 (7,4%)   |
| Азијати           | 359 (1,0%)     | 630 (1,5%)     |
| Хиспаноамериканци | 1.066 (2,9%)   | 3.106 (7,5%)   |
| Укупно            | 37.192         | 41.285         |